# 馬科維齊
50°36′48″N 27°32′49″E / 50.61333°N 27.54694°E
馬科維齊（羅馬化：Makovytsi）是烏克蘭北部的村莊，隸屬日托米爾州的茲維亞赫爾區。該村始建於1847年，面積1.77平方公里，海拔高度214米，2001年人口387，人口密度每平方公里218.15人。